# Matthew Butler

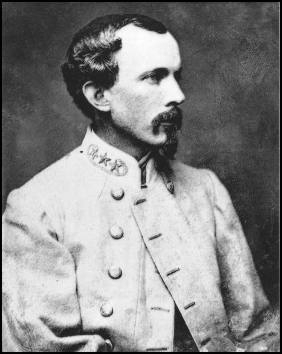
Matthew Butler in der Uniform eines CSA-Colonels

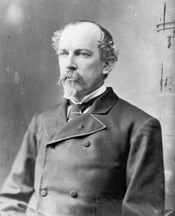
Butler in späteren Jahren

Matthew Calbraith Butler (* 8. März 1836 nahe Greenville, South Carolina; † 14. April 1909 in Columbia, South Carolina) war ein Politiker, US-Senator und Generalmajor der Konföderierten im Sezessionskrieg.

## Leben
Butler war Mitglied einer sehr angesehenen und prominenten Familie. Sein Vater William Butler war seit 1841 Kongress-Mitglied, sein Onkel Andrew Butler war US-Senator, ein weiterer Onkel, Oliver H. Perry, diente im Rang eines Kommodore in der US-Navy, sein Cousin, der Kongressabgeordnete Preston Brooks, war der Schwiegersohn von Francis Wilkinson Pickens, dem Gouverneur von South Carolina. Butler wuchs in Edgefield auf, wo er sich nach seinem Jurastudium als Anwalt niederließ. 1860 wurde er in das Repräsentantenhaus von South Carolina gewählt. Am 25. Februar 1858 heiratete Butler die Tochter des Gouverneurs, Maria Calhoun Pickens.
Bei Ausbruch des Bürgerkriegs legte er sein Amt nieder und trat als Captain der Kavallerie der neugegründeten Confederate States Army bei. Im August 1862 wurde er zum Colonel befördert und übernahm die 2. South Carolina Kavallerie, mit der er am 26. August 1862 bei Manassas Junction, danach bei Sharpsburg, Monocacy Bridge und bei Chambersburg Raid kämpfte. Während der Schlacht bei Brandy Station am 9. Juni 1863 wurde er schwer verwundet und verlor ein Bein. Im September 1863 ernannte man in zum Brigadegeneral. Er führte seine Truppen Anfang Mai 1864 in die Schlacht in der Wilderness, Mitte Mai 1864 die Schlacht bei Spotsylvania Court House und der Schlacht bei Trevilian Station. Die Beförderung, zum Generalmajor, erfolgte im September 1864.
Nach dem Krieg ging Butler wieder in die Politik und wurde 1866 abermals in das Repräsentantenhaus und in der Zeit von 1877 bis 1895 dreimal zum Senator für die Demokratische Partei gewählt. Von 1895 bis 1898 praktizierte er als Anwalt in Washington, D.C., danach nahm er im Rang eines Generalmajors der US Freiwilligenverbände am Spanisch-Amerikanischen Krieg teil. Nach dem Sieg der Amerikaner noch im gleichen Jahr beaufsichtigte er den Abzug der spanischen Truppen aus Kuba. Danach kehrte er nach Edgefield zurück und arbeitete wieder als Anwalt.